# Liste der Biografien/Barto
Liste der Biografien |
Portal Biografien |
Personensuche
# |
A |
B |
C |
D |
E |
F |
G |
H |
I |
J |
K |
L |
M |
N |
O |
P |
Q |
R |
S |
T |
U |
V |
W |
X |
Y |
Z |
?
 
Ba |
Be |
Bd |
Bg |
Bh |
Bi |
Bj |
Bl |
Bm |
Bn |
Bo |
Br |
Bs |
Bu |
Bw |
By |
Bz
 
Baa |
Bab |
Bac |
Bad |
Bae |
Baf |
Bag |
Bah |
Bai |
Baj |
Bak |
Bal |
Bam |
Ban |
Bao |
Bap |
Baq |
Bar |
Bas |
Bat |
Bau |
Bav |
Baw |
Bax–Baz
 
Bara |
Barb |
Barc |
Bard |
Bare |
Barf |
Barg |
Barh |
Bari |
Barj |
Bark |
Barl |
Barm |
Barn |
Baro |
Barp |
Barq |
Barr |
Bars |
Bart |
Baru |
Barv |
Barw |
Bary |
Barz
 
Barta |
Bartb |
Bartc |
Bartd |
Barte |
Bartf |
Barth |
Barti |
Bartk |
Bartl |
Bartm |
Bartn |
Barto |
Bartr |
Barts |
Bartt |
Bartu |
Bartv |
Barty |
Bartz
Die Liste der Biografien führt alle Personen auf, die in der deutschsprachigen Wikipedia einen Artikel haben. Dieses ist eine Teilliste mit 273 Einträgen von Personen, deren Namen mit den Buchstaben „Barto“ beginnt.

## Barto
- Barto, Agnija Lwowna (1906–1981), sowjetische Dichterin, Kinderbuch- und Drehbuchautorin
- Barto, Alphonso (1834–1899), US-amerikanischer Politiker
- Barto, Andrew, US-amerikanischer Informatiker
- Barto, Dominic (1930–2019), US-amerikanischer Schauspieler
- Barto, Tzimon (* 1963), US-amerikanischer Konzertpianist, Autor, Bodybuilder

### Bartoc
- Bartocha, Benno (1936–2020), deutscher Fotograf
- Bartock, Willy (1915–1995), deutscher Lyriker und Dramatiker

### Bartoe
- Bartoe, John-David Francis (* 1944), US-amerikanischer Astrophysiker

### Bartok
- Bartók, Béla (1881–1945), ungarischer KomponistBéla Bartók (1881–1945)

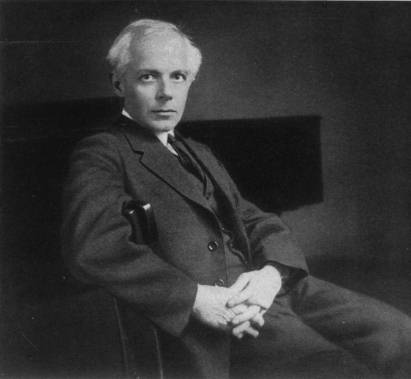
Béla Bartók (1881–1945)

- Bartók, Donát (* 1996), ungarischer Handballspieler
- Bartok, Eva (1927–1998), ungarische Schauspielerin
- Bartok, Jayce (* 1974), US-amerikanischer Schauspieler
- Bartók, Mira (* 1959), US-amerikanische Autorin
- Bartók, Péter (1924–2020), US-amerikanischer Pianist und Toningenieur
- Bartok, Ria (1943–1970), französische Pop-Sängerin deutscher Herkunft

### Bartol
- Bartol, Marica Nadlišek (1867–1940), slowenische Schriftstellerin, Übersetzerin und Chefredakteurin
- Bartol, Michel (* 1992), kroatischer Poolbillardspieler
- Bartol, Roberto (* 1995), kroatischer Poolbillardspieler
- Bartol, Sören (* 1974), deutscher Politiker (SPD), MdBSören Bartol (* 1974)

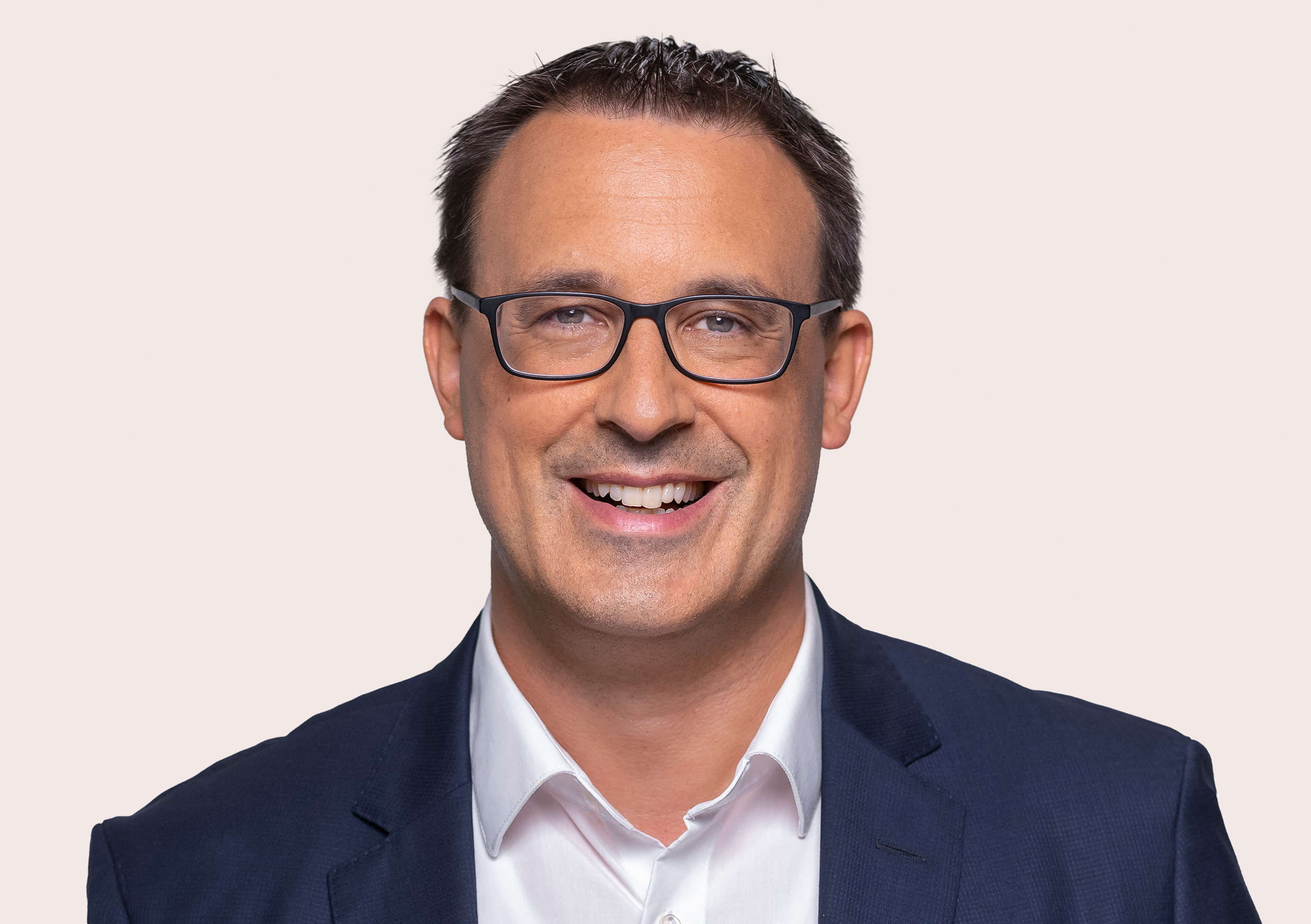
Sören Bartol (* 1974)

- Bartol, Tilen (* 1997), slowenischer Skispringer
- Bartol, Vladimir (1903–1967), jugoslawischer Autor
- Bartola, María, aztekische Historikerin
- Bartolaia, Ludovico († 1641), italienischer Komponist
- Bartolazzo, N., uruguayischer Fußballspieler
- Bartold, Wassili Wladimirowitsch (1869–1930), russischer Orientalist, Anthropologe und Historiker
- Bartolec, Karlo (* 1995), kroatischer Fußballspieler
- Bartoletta, Tianna (* 1985), US-amerikanische Leichtathletin
- Bartoletti, Alfred (1907–1979), Schweizer Maler der modernen, abstrakten Kunst
- Bartoletti, Bruno (1926–2013), italienischer Dirigent
- Bartoletti, Fabrizio (1576–1630), italienischer Mediziner und Chemiker
- Bartoletti, Gabriele (* 1984), italienischer Fußballspieler
- Bartolf, Christian (* 1960), deutscher Politik- und Erziehungswissenschaftler
- Bartoli, Adolfo (1833–1894), italienischer Romanist, Italianist und Literarhistoriker
- Bartoli, Adolfo (1851–1896), italienischer Physiker
- Bartoli, Adolfo (1950–2024), italienischer Kameramann
- Bartoli, Alfonso (1874–1957), italienischer Klassischer Archäologe und Senator
- Bartoli, Amerigo (1890–1971), italienischer Maler und Karikaturist
- Bartoli, Andrea de’ (1349–1369), italienischer Maler
- Bartoli, Cecilia (* 1966), italienische Opernsängerin (Mezzosopran)Cecilia Bartoli (* 1966)

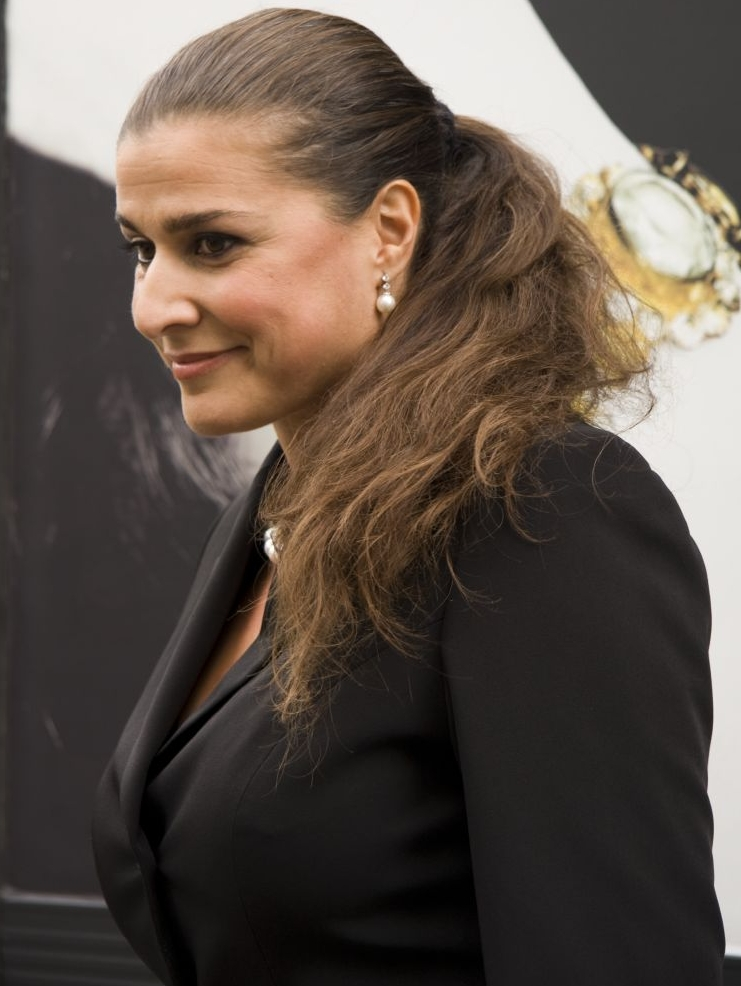
Cecilia Bartoli (* 1966)

- Bartoli, Cosimo (1503–1572), italienischer Humanist, Übersetzer, Kunsttheoretiker und Diplomat
- Bartoli, Daniello (1608–1685), italienischer Jesuit, Historiker und Schriftsteller der Barockzeit
- Bartoli, Elisa (* 1991), italienische Fußballspielerin
- Bartoli, Francesco (1670–1733), italienischer Kupferstecher und Altertumsforscher
- Bartoli, Gianni (1900–1973), italienischer Ingenieur und Politiker (DC)
- Bartoli, Giuseppe (1941–2020), italienischer Chemiker und Hochschullehrer
- Bartoli, Jenifer (* 1982), französische Popsängerin
- Bartoli, Marion (* 1984), französische TennisspielerinMarion Bartoli (* 1984)

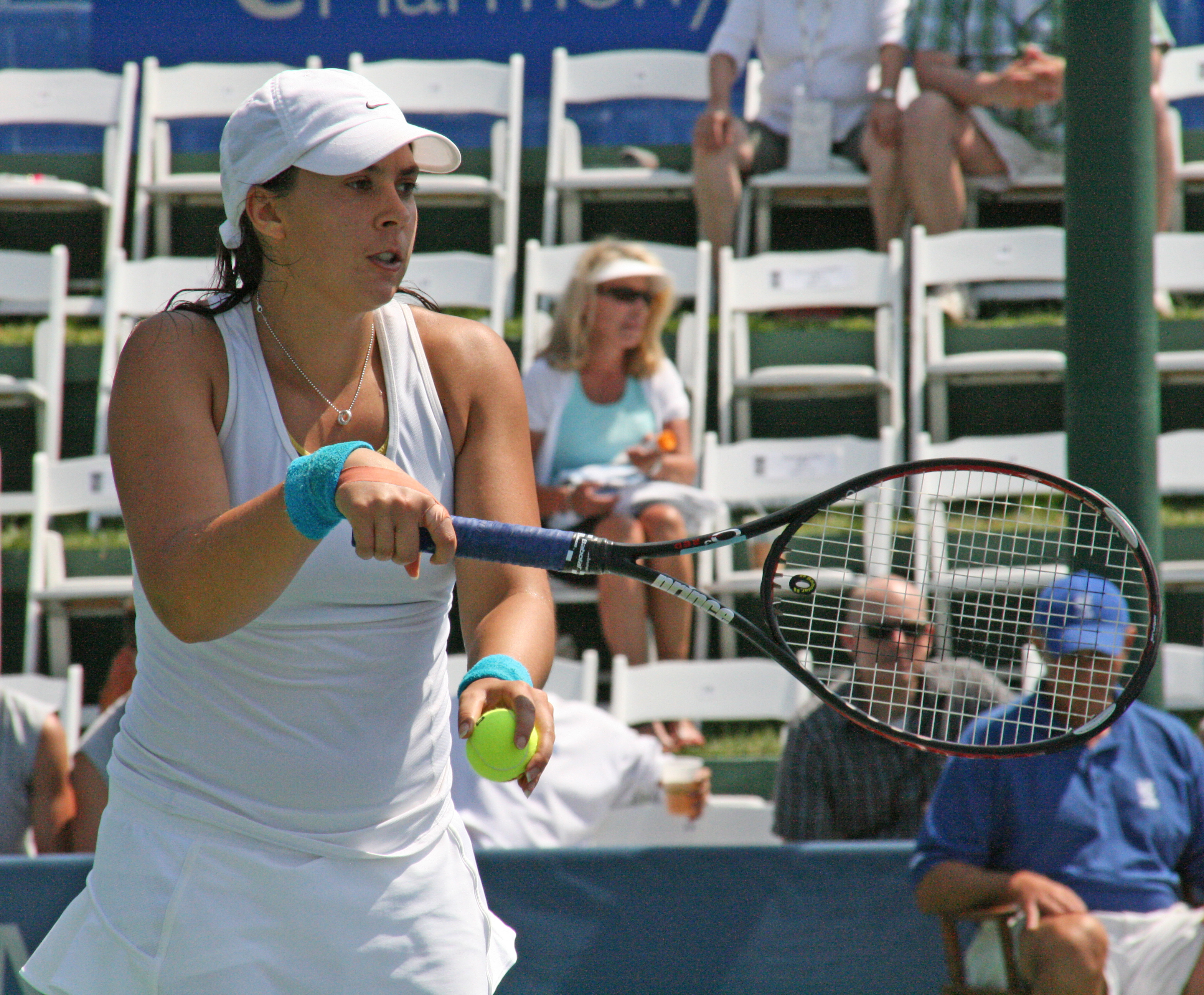
Marion Bartoli (* 1984)

- Bartoli, Marisa (* 1942), italienische Schauspielerin
- Bartoli, Matteo Giulio (1873–1946), italienischer Romanist, Linguist und Sprachgeograph
- Bartoli, Michele (* 1970), italienischer Radrennfahrer
- Bartoli, Pietro Santi (1635–1700), italienischer Zeichner, Kupferstecher und Altertumsforscher
- Bartolini, Dante (1909–1979), italienischer kommunistischer Aktivist, Partisan und Cantautore
- Bartolini, Domenico (1813–1887), italienischer Kardinal
- Bartolini, Elia (* 2003), san-marinesischer Motorradrennfahrer
- Bartolini, Elio (1922–2006), italienischer Schriftsteller, Drehbuchautor und Filmregisseur
- Bartolini, Enzo (1914–1998), italienischer Ruderer
- Bartolini, Gregorio (1818–1890), italienischer römisch-katholischer Geistlicher, Zisterzienser, Abt und Generalabt
- Bartolini, Lorenzo (1777–1850), italienischer Bildhauer
- Bartolini, Luigi (1892–1963), italienischer Künstler und Schriftsteller
- Bartolini, Nello (1904–1956), italienischer Hindernis- und Langstreckenläufer
- Bartolini, Stefano (* 1952), italienischer Politikwissenschaftler
- Bartolino da Novara, italienischer Militäringenieur und Architekt
- Bartolitius, Alfred (1904–1945), deutscher Tenor
- Bartolj, Maksim (* 2003), slowenischer Skispringer
- Bartolmes, Hans (1902–1995), deutscher Architekt
- Bartolo di Fredi, italienischer Maler
- Bartolo, Andrea di († 1428), italienischer Maler
- Bartolo, Benedetto (1627–1685), italienischer römisch-katholischer Bischof
- Bartolo, Claudio de (* 1975), Schweizer Musiker
- Bartolo, Domenico di, italienischer Maler
- Bartolo, Evarist (* 1952), maltesischer Politiker (Partit Laburista), Außen-, Bildungs- und Arbeitsminister
- Bartolo, Pietro (* 1956), italienischer Arzt und Politiker
- Bartolo, Sal (1917–2002), US-amerikanischer Boxer italienischer Abstammung im Federgewicht
- Bartolocci, Giulio (1613–1687), Zisterzienser und hebräischer Gelehrter
- Bartolomasi, Angelo (1869–1959), italienischer Bischof
- Bartolomé, Miren (* 1998), spanische Stabhochspringerin
- Bartolomei, Marisa, US-amerikanische Zellbiologin und Genetikerin
- Bartolomeo Bulgarini († 1378), italienischer Maler der sienesischen Schule
- Bartolomeo da Bologna († 1333), italienischer Missionar und Geistlicher
- Bartolomeo de’ Libri, Inkunabeldrucker in Florenz
- Bartolomeo del Tintore, italienischer Buchmaler
- Bartolomeo di Breganze († 1270), Bischof von Vicenza und Gründer des Ordens der Frati gaudenti
- Bartolomeo di Fruosino († 1441), italienischer Maler
- Bartolomeo di Gentile, italienischer Maler
- Bartolomeo Gradenigo (1263–1342), venezianischer Doge
- Bartolomeu, Hermenegildo da Costa Paulo (* 1991), angolanischer Fußballspieler
- Bartolomey, Franz (1946–2023), österreichischer Cellist
- Bartolomey, Matthias (* 1985), österreichischer CellistMatthias Bartolomey (* 1985)

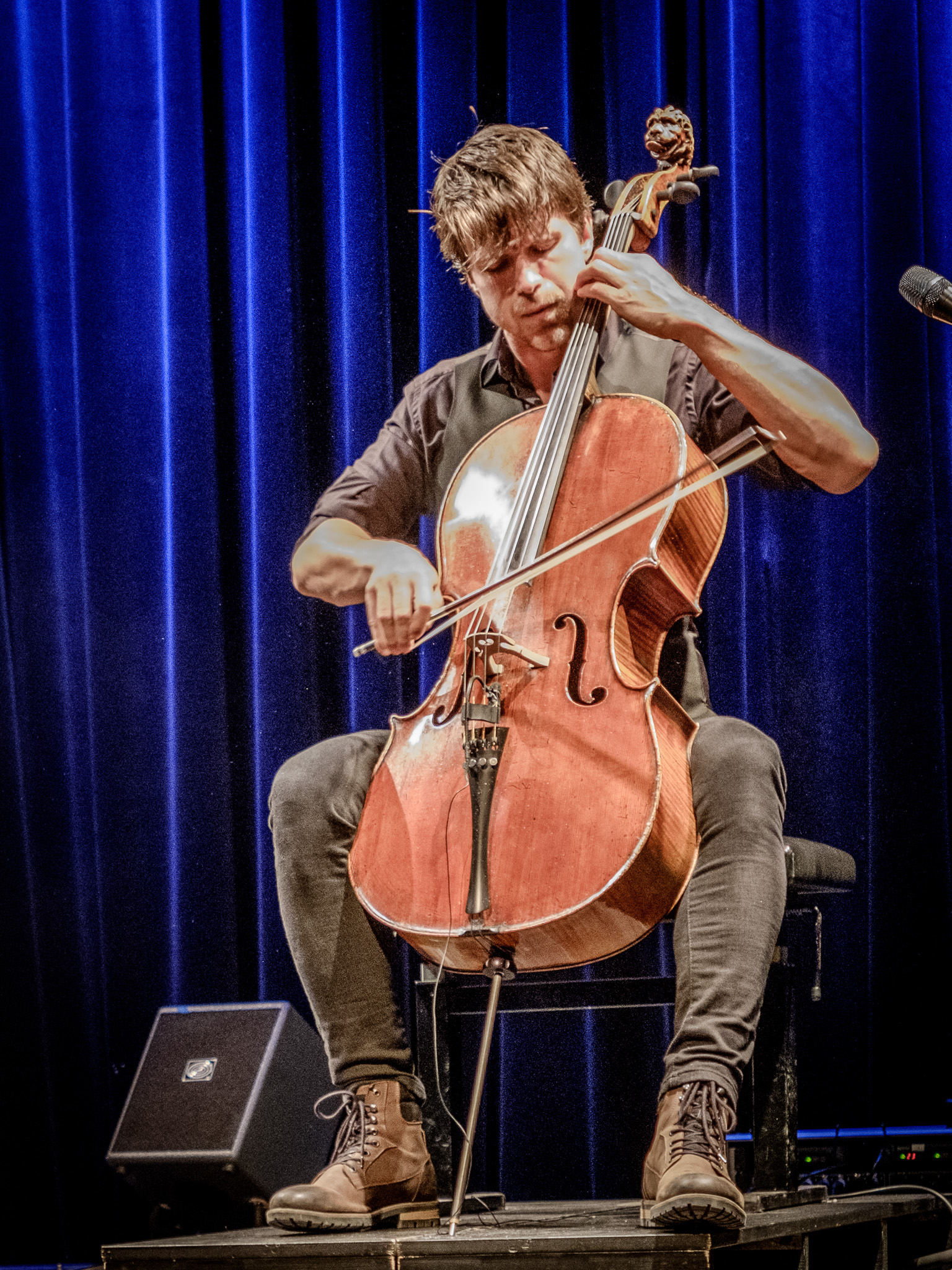
Matthias Bartolomey (* 1985)

- Bartolommeo, Fra (1472–1517), Maler der florentinischen Schule
- Bartolommeo, Michelozzo di (1396–1472), italienischer Bildhauer und Architekt
- Bartolone, Christopher (* 1970), italo-amerikanischer Eishockeyspieler und -trainer
- Bartolone, Claude (* 1951), französischer Politiker (Sozialistische Partei), Mitglied der Nationalversammlung
- Bartoloni, Franco (1914–1956), italienischer Paläograph und Diplomatiker
- Bartoloni, Riccardo (1885–1933), italienischer Geistlicher, römisch-katholischer Erzbischof und Diplomat des Heiligen Stuhls
- Bartolotta, Daniel (* 1955), uruguayischer Fußballspieler und Trainer
- Bartolović, Hrvoje (1932–2005), kroatischer Schachkomponist
- Bartolović, Mladen (* 1977), bosnischer Fußballspieler
- Bartolozzi, Francesco (1728–1815), italienischer Kupferstecher
- Bartolozzi, Francis (1908–2004), spanische Graveurin, Plakatmalerin, Karikaturistin, Malerin, Schriftstellerin und Illustratorin von Kindergeschichten
- Bartolozzi, Gaetano (1757–1821), italienischer Kupferstecher, Kunsthändler und Kaufmann
- Bartolozzi, Paolo (1957–2021), italienischer Politiker (Popolo della Libertà), MdEP
- Bartolozzi, Therese († 1843), deutsche Pianistin und Komponistin
- Bartolozzi, Waldemaro (1927–2020), italienischer Radrennfahrer
- Bartolšic, Jiří (1953–2024), tschechoslowakischer Radrennfahrer
- Bartolucci, Domenico (1917–2013), italienischer Geistlicher, Leiter des Chors der Sixtinischen Kapelle, Kardinal
- Bartolucci, Lamberto (1924–2020), italienischer Militär, Generalstabschef der italienischen Luftwaffe und Streitkräfte
- Bartolucci, Marcello (* 1944), italienischer Geistlicher, Kurienerzbischof der römisch-katholischen Kirche
- Bartolus de Saxoferrato (1313–1357), italienischer Rechtsgelehrter

### Bartom
- Bartomeu, Josep Maria (* 1963), spanischer Geschäftsmann und Präsident des FC BarcelonaJosep Maria Bartomeu (* 1963)

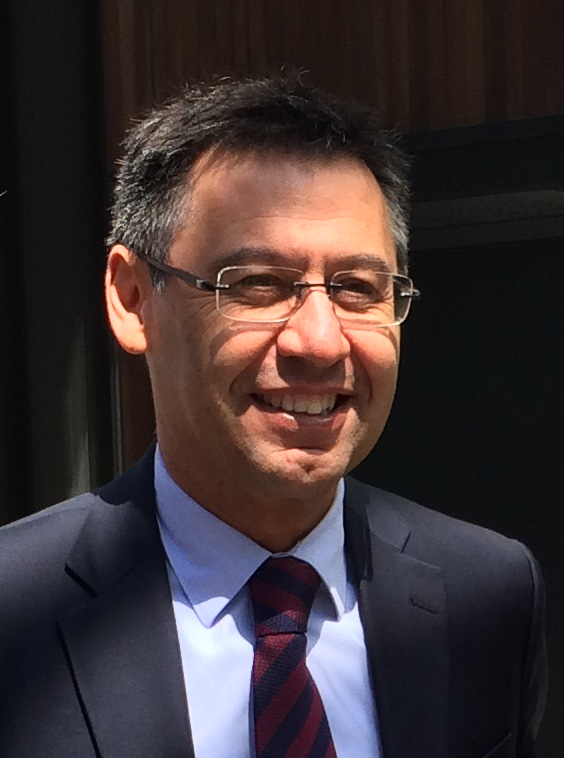
Josep Maria Bartomeu (* 1963)

### Barton
- Barton gen von Stedman, Karl (1845–1901), preußischer Generalmajor
- Barton gen. von Stedman, Franz von (1848–1938), preußischer Landrat
- Barton gen. von Stedman, Robert von (1896–1968), preußischer Verwaltungsbeamter und Landrat
- Barton Pine, Rachel (* 1974), US-amerikanische Geigerin
- Barton, Alan (1953–1995), britischer Sänger und Musiker
- Barton, Alberto (1870–1950), peruanischer Mediziner
- Bartoň, Antonín (1908–1982), tschechoslowakischer Nordischer Kombinierer, Skilangläufer und Skispringer
- Barton, Betty, australische Badmintonspielerin
- Barton, Billy (1929–2011), US-amerikanischer Country- und Rockabilly-Musiker
- Barton, Bob (* 1947), britischer Jazzpianist
- Barton, Bruce Fairchild (1886–1967), US-amerikanischer Politiker und Autor
- Barton, Buzz (1913–1980), US-amerikanischer Schauspieler
- Barton, Buzz (1916–2002), US-amerikanischer Autorennfahrer
- Barton, Catherine (1679–1739), Isaac Newtons Halbnichte (die Tochter seiner Halbschwester)
- Barton, Charles (1902–1981), US-amerikanischer Filmregisseur
- Barton, Charles (* 1947), US-amerikanisch-schwedischer Basketballtrainer und ehemaliger -spieler
- Barton, Charles (* 1992), schwedischer Basketballspieler
- Barton, Chris (* 1988), US-amerikanischer Straßenradrennfahrer
- Barton, Christopher (1927–2013), britischer Ruderer
- Barton, Clara (1821–1912), US-amerikanische Krankenschwester, Lehrerin und PhilanthropinClara Barton (1821–1912)

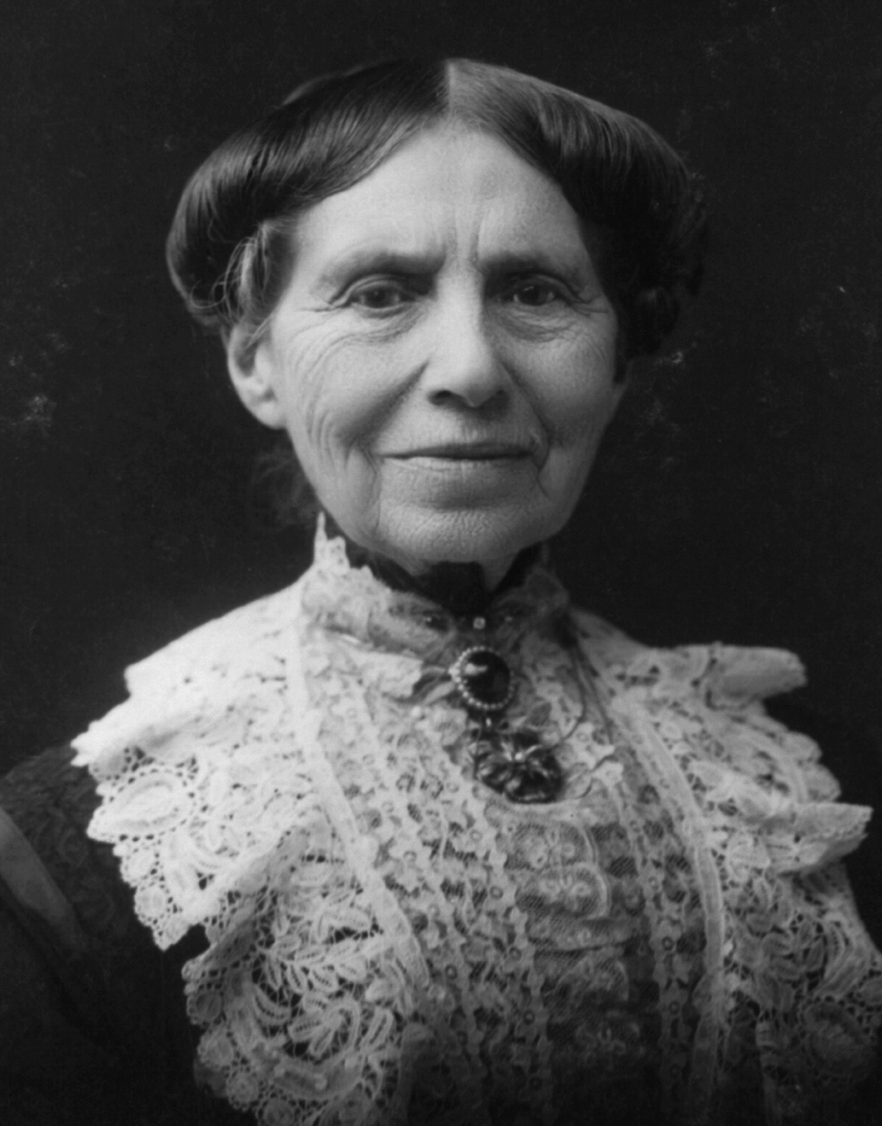
Clara Barton (1821–1912)

- Barton, Cody (* 1996), US-amerikanischer American-Football-Spieler
- Barton, David (1783–1837), US-amerikanischer Politiker
- Barton, David (* 1954), US-amerikanischer Prediger, Autor und politischer Aktivist
- Barton, David K. (1927–2023), US-amerikanischer Radaringenieur
- Barton, Dee (1937–2001), US-amerikanischer Jazzmusiker und Filmkomponist
- Barton, Del Kathryn (* 1972), australische Malerin und Filmregisseurin
- Barton, Derek H. R. (1918–1998), britischer Chemiker und Chemienobelpreisträger
- Barton, Dorie, US-amerikanische Schauspielerin
- Barton, Dunbar (1853–1937), britisch-irischer Jurist und Politiker, Unterhausabgeordneter
- Barton, Edmund (1849–1920), australischer Politiker und Premierminister
- Barton, Eileen (1924–2006), US-amerikanische Sängerin und Fernsehmoderatorin
- Barton, Elizabeth († 1534), englische Predigerin und Prophetin
- Barton, Emma (1872–1938), englische Fotografin
- Barton, Ernie (* 1930), US-amerikanischer Rockabilly- und Rock-’n’-Roll-Musiker
- Barton, Felicia (* 1982), amerikanische Songschreiberin und Sängerin
- Barton, Geo (1912–1982), rumänischer Schauspieler
- Barton, Gottfried (1885–1977), österreichischer Offizier, zuletzt Generalmajor der Wehrmacht
- Barton, Gregory (* 1959), US-amerikanischer Kanute
- Barton, Günter (* 1955), deutscher SchauspielerGünter Barton (* 1955)

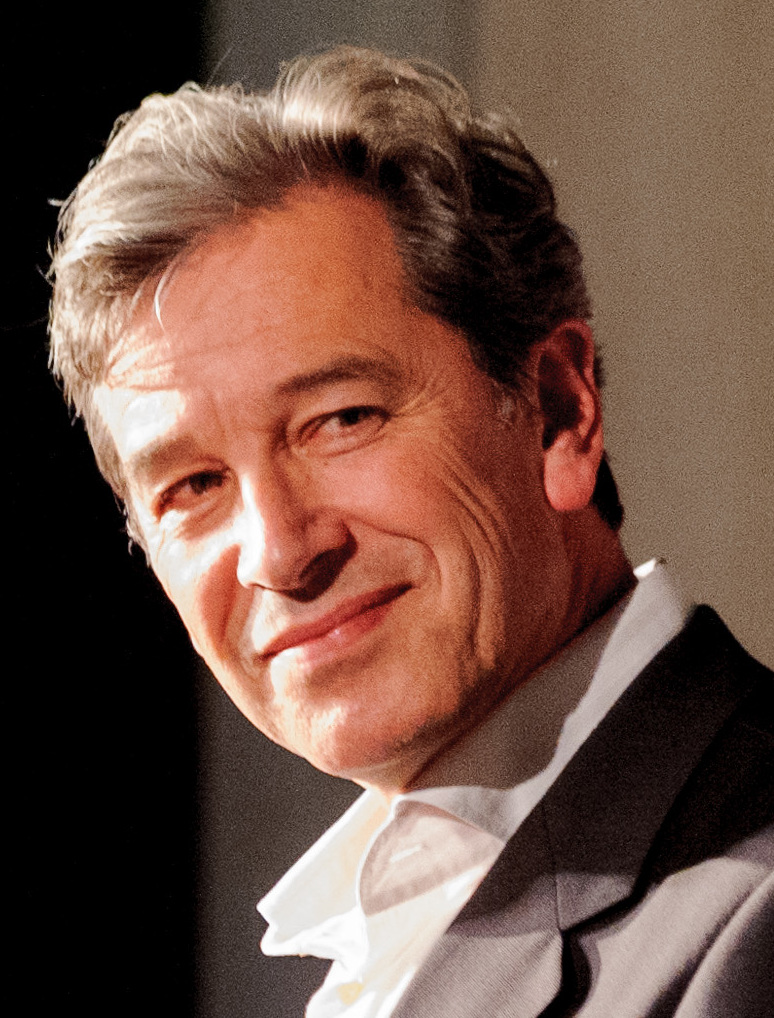
Günter Barton (* 1955)

- Barton, Harold (1910–1969), englischer Fußballspieler
- Barton, Hazel (* 1972), britische Mikrobiologin und Höhlenforscherin
- Bartoň, Hynek (* 2004), tschechischer Tennisspieler
- Barton, Iván (* 1991), salvadorianischer Fußballschiedsrichter
- Barton, Jack (* 1995), britischer Schauspieler
- Barton, Jacqueline K. (* 1952), US-amerikanische Chemikerin
- Barton, Jamie (* 1981), US-amerikanische Mezzosopranistin
- Bartoň, Jan (* 1990), tschechischer Skilangläufer
- Barton, Jim (* 1956), US-amerikanischer Segler
- Barton, Joan (1925–1976), US-amerikanische Schauspielerin
- Barton, Joe (* 1949), US-amerikanischer Politiker
- Barton, Joey (* 1982), englischer Fußballspieler und -trainerJoey Barton (* 1982)

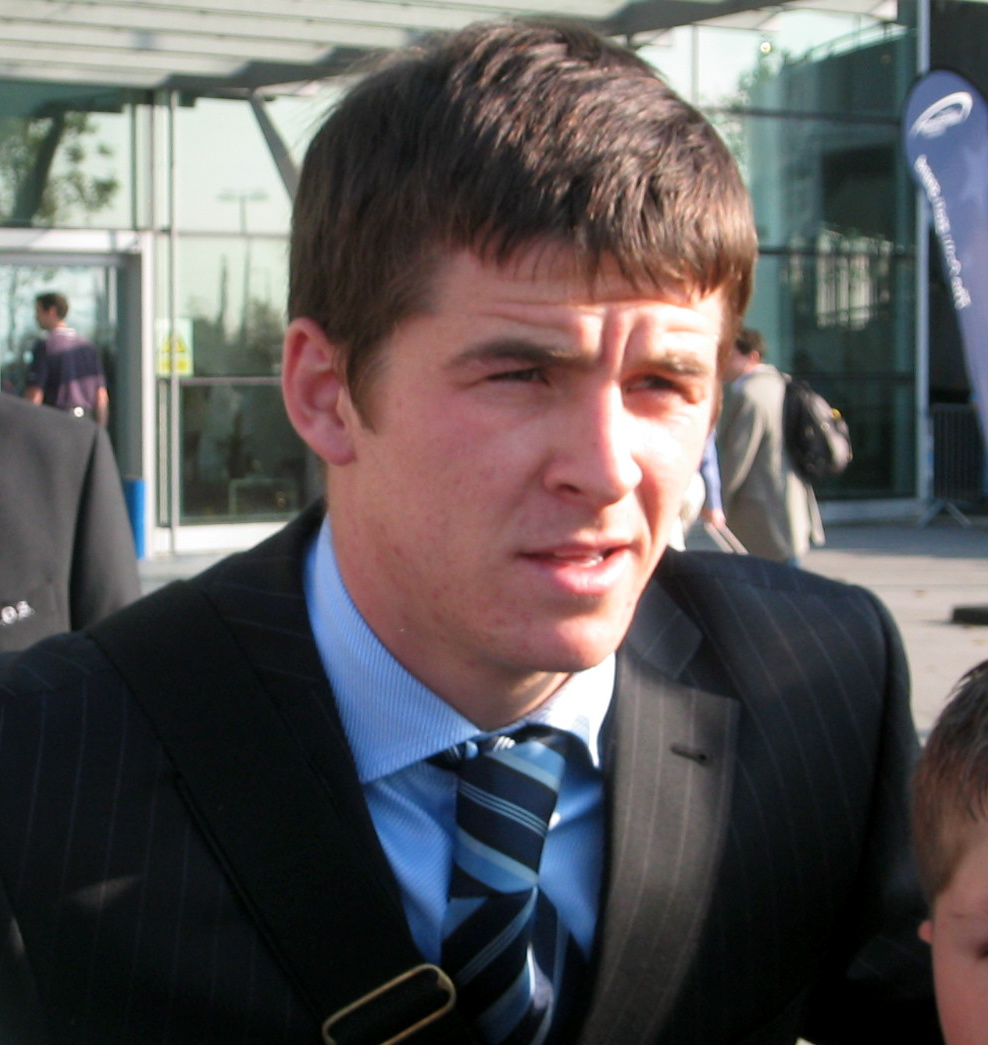
Joey Barton (* 1982)

- Barton, John (* 1948), anglikanischer Theologe
- Barton, Karl (* 1937), britischer Radrennfahrer
- Barton, Kayleigh (* 1988), walisische Fußballspielerin
- Barton, Ken (1937–1982), walisischer Fußballspieler
- Barton, Lou Ann (* 1954), US-amerikanische Blues- und Bluesrocksängerin
- Bartoň, Luboš (* 1980), tschechischer Basketballspieler
- Barton, Malachi (* 2007), US-amerikanischer Schauspieler
- Barton, Marmaduke (1865–1938), britischer Pianist, Musikpädagoge und Komponist
- Barton, Matthew (* 1991), australischer Tennisspieler
- Barton, Mischa (* 1986), britisch-amerikanische Schauspielerin und ModelMischa Barton (* 1986)

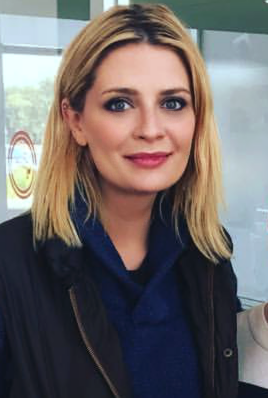
Mischa Barton (* 1986)

- Barton, Nathaniel (1764–1828), britischer Rechtsanwalt und Politiker, Mitglied des House of Commons
- Barton, Nicholas (* 1955), britischer Evolutionsbiologe und Genetiker
- Barton, Nikolaus (* 1984), österreichischer Schauspieler
- Barton, Otis (1899–1992), US-amerikanischer Tiefseetaucher und Erfinder
- Barton, Peter (* 1956), US-amerikanischer Schauspieler
- Barton, Richard W. (1800–1859), US-amerikanischer Politiker
- Barton, Robert Childers (1881–1975), irischer Politiker und Jurist
- Barton, Robert S. (1925–2009), US-amerikanischer Informatiker
- Barton, Rodney (* 1963), US-amerikanischer Badmintonspieler
- Barton, Roger (* 1965), US-amerikanischer Filmeditor
- Barton, Rüdiger (* 1954), deutscher Keyboarder und Komponist
- Barton, Samuel (1785–1858), US-amerikanischer Politiker
- Barton, Sean (* 1944), britischer Filmeditor
- Barton, Seth Maxwell (1829–1900), General des konföderierten Heeres im Amerikanischen Bürgerkrieg
- Barton, Silas Reynolds (1872–1916), US-amerikanischer Politiker
- Barton, Stephan (* 1953), deutscher Strafrechtswissenschaftler, Professor an der Universität Bielefeld und Strafverteidiger
- Barton, Stephen (* 1982), britischer Komponist
- Barton, Steve (1954–2001), US-amerikanischer Sänger
- Barton, Thomas J. (* 1940), amerikanischer Chemiker und Hochschullehrer
- Barton, Tony (1937–1993), englischer Fußballspieler und -trainer
- Barton, Tony (* 1969), US-amerikanischer Hochspringer
- Barton, Walter (1924–2018), deutscher Bibliothekar
- Barton, Walter Elbert (1886–1983), US-amerikanischer Anwalt
- Barton, Warren (* 1969), englischer Fußballspieler und -trainer
- Barton, Will (* 1991), US-amerikanischer Basketballspieler
- Barton, Willene (1928–2005), US-amerikanische Jazz-Saxophonistin (Tenorsaxophon)
- Barton, William (* 1950), US-amerikanischer Science-Fiction-Schriftsteller
- Barton, William Edward (1868–1955), US-amerikanischer Politiker
- Barton, Wolfgang (1932–2012), deutscher Maler und Grafiker
- Bartoň-Dobenín, Cyril (1863–1953), tschechischer Textilindustrieller
- Bartoň-Dobenín, Josef (1838–1920), Textilunternehmer in der Österreichisch-ungarischen Monarchie und in der Tschechoslowakei, Bürgermeister von Náchod
- Bartoň-Dobenín, Josef (1862–1951), Textilunternehmer in der Österreichisch-ungarischen Monarchie und in der Tschechoslowakei
- Bartoň-Dobenín, Ladislav (1858–1939), Textilunternehmer in der Österreichisch-ungarischen Monarchie und in der Tschechoslowakei
- Barton-Smith, Dean (* 1967), australischer Zehnkämpfer
- Bartone, Kamilla (* 2002), lettische Tennisspielerin
- Bartoněk, Antonín (1926–2016), tschechischer Klassischer Philologe und Mykenologe
- Bartonek, Rudolf (1911–1981), österreichisch-deutscher Schulleiter des Ministeriums für Staatssicherheit (MfS) der DDR
- Bartoni, Fritzi (1910–1978), österreichische Trapezkünstlerin
- Bartoníček, Antonín (* 1949), tschechoslowakischer Radrennfahrer
- Bartoníček, Zdeněk (* 1954), tschechoslowakischer Radrennfahrer
- Bartoničková, Jitka (* 1985), tschechische Sprinterin
- Bartoňová, Eva (* 1993), tschechische Fußballspielerin

### Bartos
- Bartoš, Adam (* 1980), tschechischer Politiker, Journalist und Schriftsteller
- Bartoš, Adam (* 1992), tschechischer Volleyballspieler
- Bartoš, Alfréd (1916–1942), tschechoslowakischer Oberleutnant und Widerstandskämpfer
- Bartos, Erzsébet (* 1941), ungarische Sprinterin
- Bartoš, František (1905–1973), böhmischer Komponist
- Bartoš, František Michálek (1889–1972), tschechischer Historiker
- Bartoš, Ivan (* 1980), tschechischer Politiker und Vorsitzender der Česká pirátská strana (ČPS)
- Bartoš, Jan Zdeněk (1908–1981), tschechischer Komponist
- Bartoš, Jaromír (1927–1972), tschechoslowakischer Philosoph
- Bartos, Karl (* 1952), deutscher MusikerKarl Bartos (* 1952)

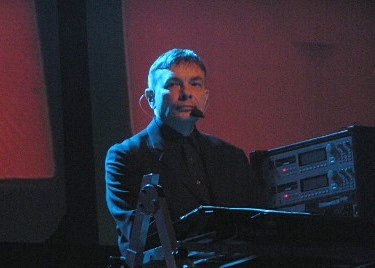
Karl Bartos (* 1952)

- Bartos, Marlene (* 1962), deutsche Neurowissenschaftlerin und Hochschullehrerin
- Bartoš, Peter (* 1973), slowakischer Eishockeyspieler
- Bartos, Rita (1925–1985), österreichische Opernsängerin (Sopran)
- Bartos, Severin (1920–2003), deutscher Verwaltungsjurist und Politiker (CDU)
- Bartoś, Tadeusz (* 1967), polnischer Philosoph und Theologe, ehemaliger Dominikanermönch
- Bartoš, Tomáš (* 1985), slowakischer Fußballspieler
- Bartos-Höppner, Barbara (1923–2006), deutsche Schriftstellerin
- Bartošák, Patrik (* 1993), tschechischer Eishockeytorwart
- Bartosch, Berthold (1893–1968), deutscher Animator und Filmregisseur
- Bartosch, Daniel (* 1990), österreichischer Fußballspieler
- Bartosch, Karl (1880–1936), deutscher Beamter und Politiker (SPD)
- Bartosch, Michal (* 1985), deutscher Eishockeyspieler
- Bartosch, Ulrich (* 1960), deutscher Politikwissenschaftler und PädagogeUlrich Bartosch (* 1960)

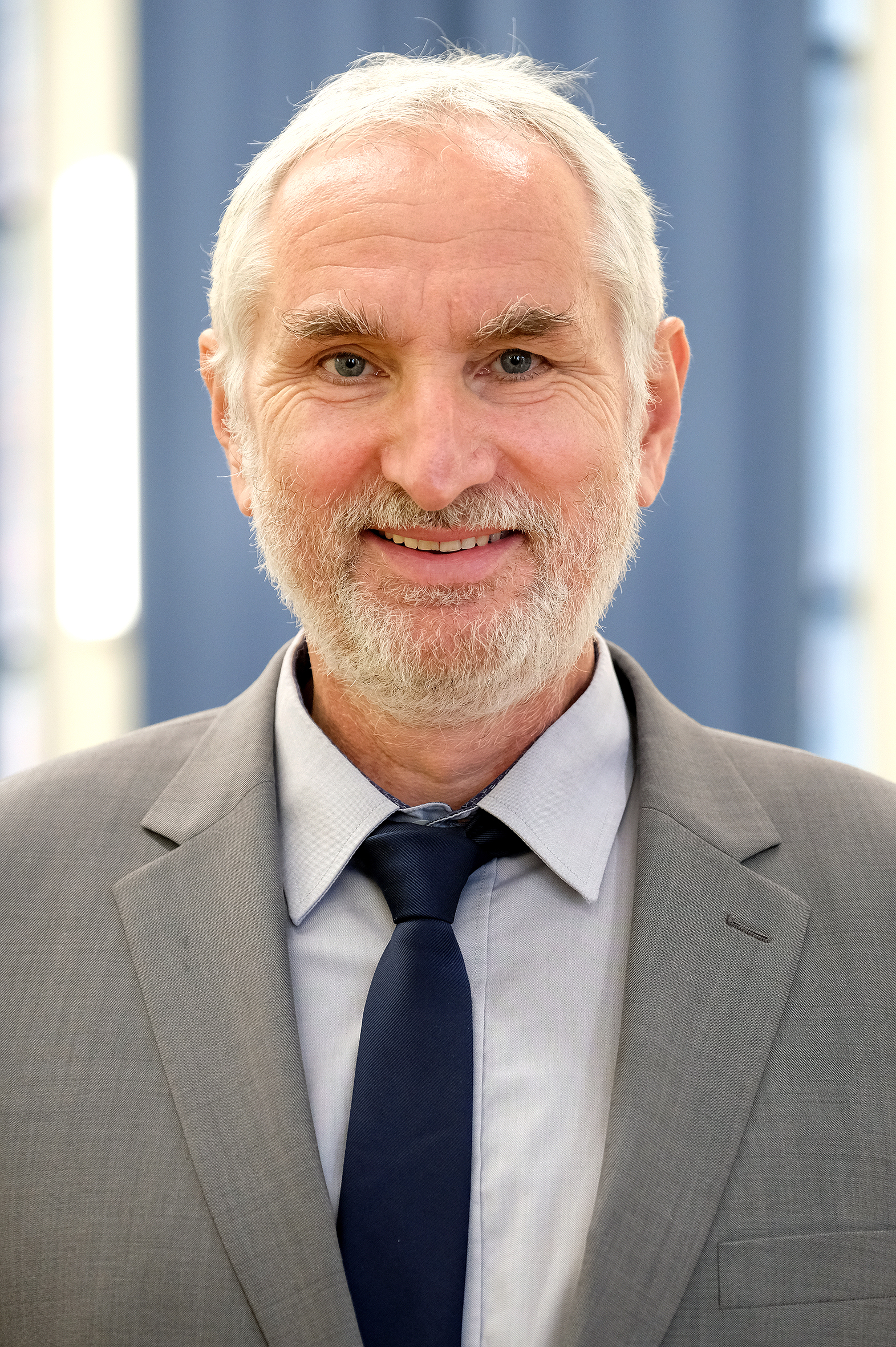
Ulrich Bartosch (* 1960)

- Bartoschek, Carola (* 1864), österreichische Theaterschauspielerin
- Bartoschek, Emil (1899–1969), deutscher Maler und Künstler des Bauhauses
- Bartoschek, Karl (1870–1943), österreichisch-deutscher Maler und Sänger
- Bartoschek, Lale (* 1975), deutsche Sanitätsoffizierin, Generalarzt der Luftwaffe der Bundeswehr
- Bartoschek, Sebastian (* 1979), deutscher Journalist, Science-Slammer, Podcaster und Autor
- Bartošek z Drahenic, böhmischer Chronist der Hussitenkriege
- Bartošek, Karel (1930–2004), tschechischer Historiker und Publizist
- Bartoševičius, Kristijonas (* 1987), litauischer Politiker, Mitglied des Seimas
- Bartosh, Andy (* 1959), österreichischer Jazzgitarrist
- Bartoshuk, Linda (* 1938), US-amerikanische Psychologin und Hochschullehrerin
- Bartosiak, Jacek (* 1976), polnischer Journalist, Publizist und Jurist
- Bartosic, Mark (* 1961), US-amerikanischer Geistlicher, römisch-katholischer Weihbischof in Chicago
- Bartosiewicz, Edyta (* 1965), polnische Sängerin, Komponistin und Songwriterin
- Bartosik, Alison (* 1983), US-amerikanische Synchronschwimmerin
- Bartoška, Jiří (1947–2025), tschechischer SchauspielerJiří Bartoška (1947–2025)

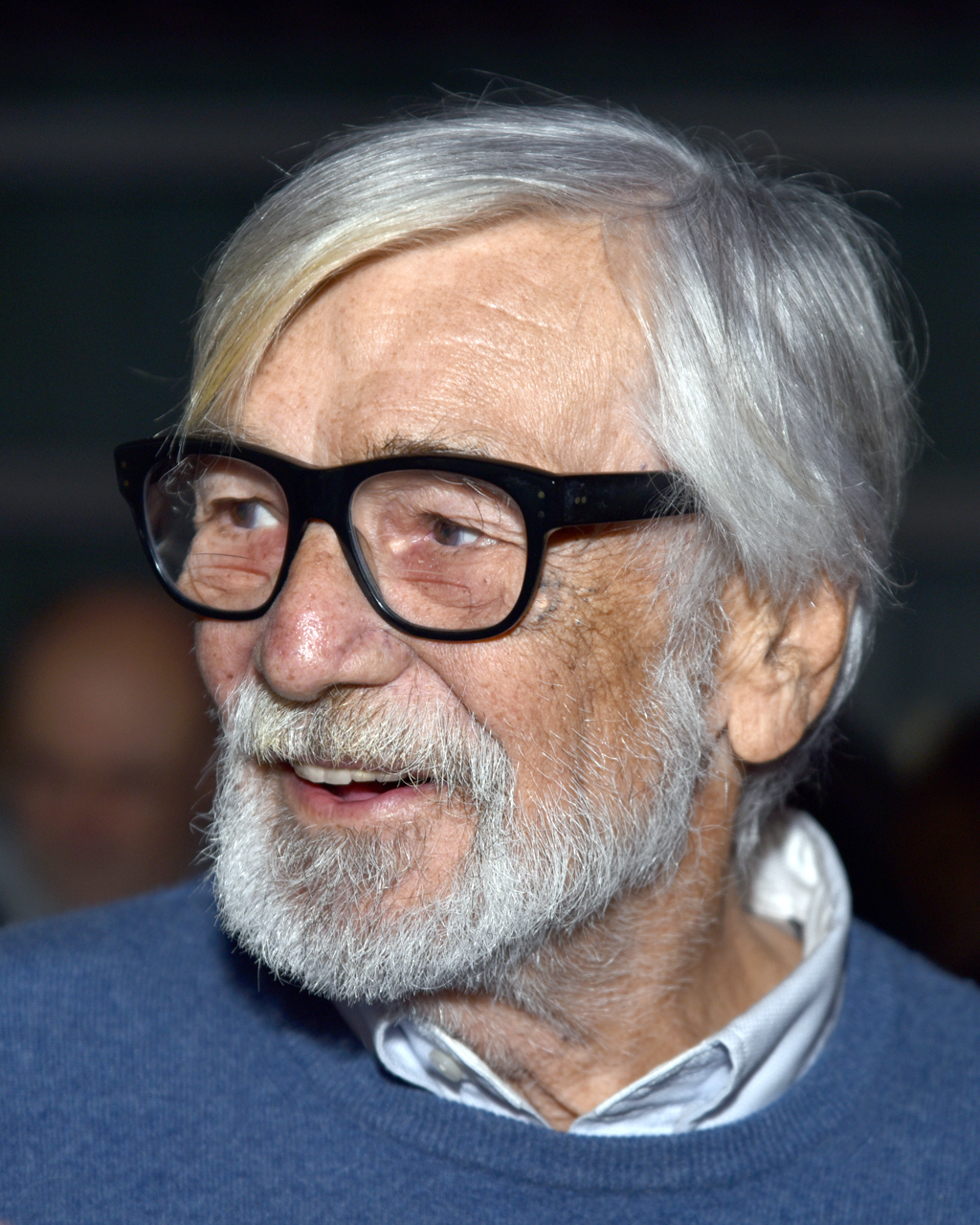
Jiří Bartoška (1947–2025)

- Bartoskiewicz, Max (1913–1968), deutscher Radrennfahrer (DDR)
- Bartošková, Věra (* 1946), tschechische Publizistin und Dichterin
- Bartošová, Alena (* 1944), tschechoslowakische Skilangläuferin
- Bartošová, Iveta (1966–2014), tschechische Popmusik-Sängerin
- Bartošová-Schützová, Helena (1905–1981), slowakische Opernsängerin
- Bartosz, Franciszek (1885–1967), polnischer Aktivist
- Bartosz, Maximilian (1913–2000), deutscher Glaskünstler und Maler
- Bartosz, Ryszard (* 1953), polnischer Politiker, Mitglied des Sejm
- Bartoszak, Pascal (* 1992), deutscher Jazzmusiker (Saxophon, Flöte, Klarinette, Komposition)
- Bartoszek, Danuta (* 1961), kanadische Marathonläuferin polnischer Herkunft
- Bartoszewicz, Kazimierz (1852–1930), polnischer Schriftsteller, Historiker und Kunstsammler
- Bartoszewski, Władysław (1922–2015), polnischer Historiker, Publizist und Politiker
- Bartoszyński, Kazimierz (1921–2015), polnischer Literaturwissenschaftler
- Bartoszyński, Tomek (* 1957), polnischer Mathematiker mit Schwerpunkt Mengenlehre

### Bartov
- Bartov, Omer (* 1954), israelischer Historiker und HochschullehrerOmer Bartov (* 1954)

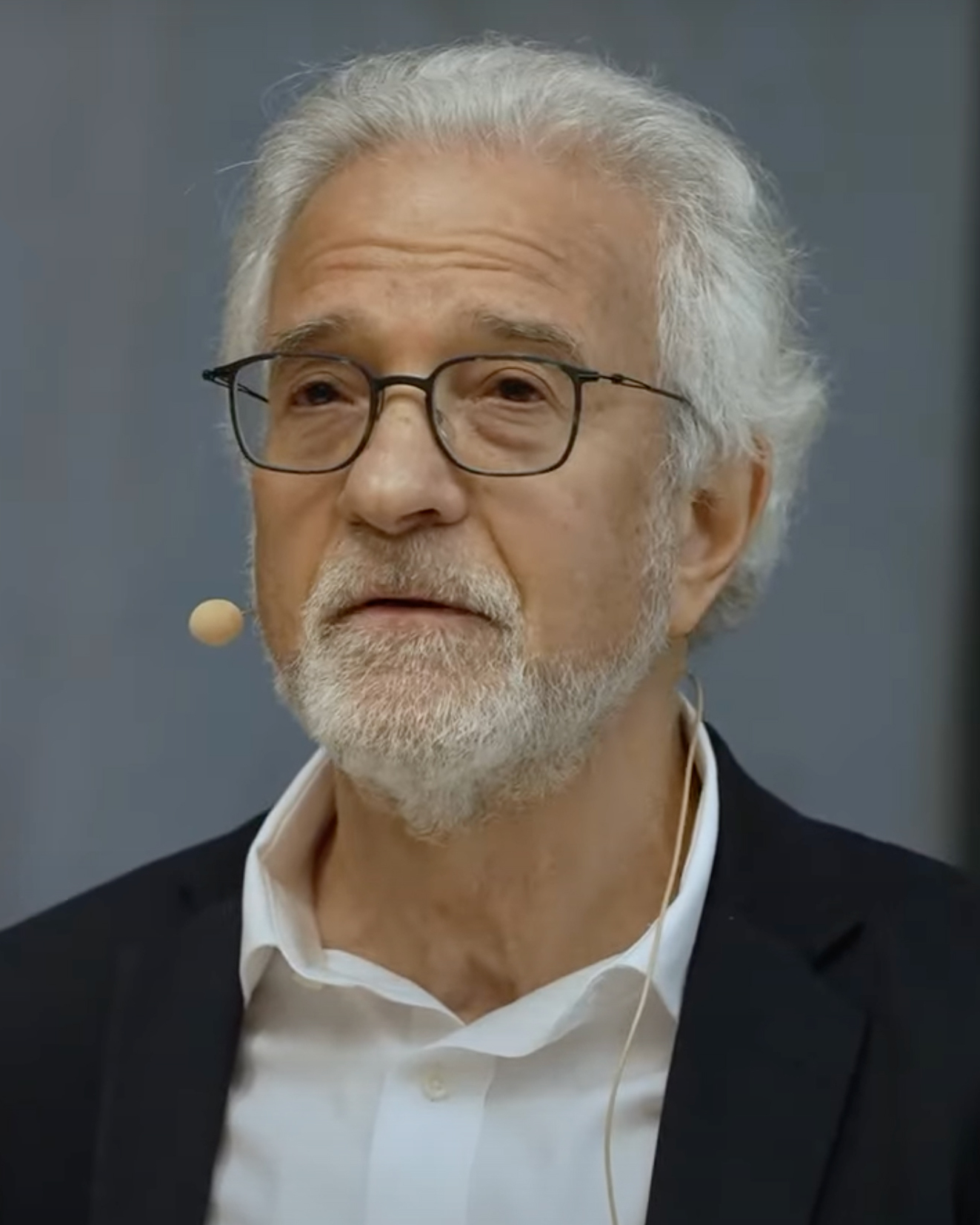
Omer Bartov (* 1954)

- Bártová, Daniela (* 1974), tschechische Turnerin und Stabhochspringerin
- Bártová, Radka (* 1990), slowakische Eiskunstläuferin
- Bartovič, Milan (* 1981), slowakischer Eishockeyspieler
- Bartovičová, Diana (* 1993), slowakische Fußballspielerin
- Bartovics, József (1935–2005), rumänisch-ungarischer Maler

### Bartow
- Bartow, Arkadi Anatoljewitsch (1940–2010), sowjetischer bzw. russischer Dramatiker und Prosaautor
- Bartow, Chanoch (1926–2016), israelischer Schriftsteller und Journalist
- Bartow, Francis Stebbins (1816–1861), US-amerikanischer Jurist, Politiker und Offizier in der Konföderiertenarmee